# Aravorn
En el universo imaginario de J. R. R. Tolkien y en los apéndices de la novela El Señor de los Anillos, Aravorn es un dúnadan, hijo de Aragost.   
Nacido en algún lugar de Eriador, en el año 2497 de la Tercera Edad del Sol. Su nombre está compuesto en la lengua sindarin y puede traducirse como «rey oscuro». A la muerte de su padre en el año 2588 T.E., Aravorn se convirtió en el noveno capitán de los dúnedain del Norte.
Durante su reinado no hubo hechos significativos en Eriador, pues los principales hechos políticos militares se desarrollaron en Gondor y en Rohan. Aragost gobernó durante 66 años y murió en el 2654 T.E., con 157 años de vida, siendo sucedido por su hijo Arahad.